# The Old Guard (film 2020)
The Old Guard è un film del 2020 diretto da Gina Prince-Bythewood.
Basato sul fumetto The Old Guard scritto da Greg Rucka e illustrato da Leandro Fernandez, pubblicato da Image Comics, il film è interpretato da Charlize Theron, KiKi Layne, Matthias Schoenaerts, Luca Marinelli, Marwan Kenzari e Chiwetel Ejiofor. La storia si concentra sulle vicende di un gruppo di mercenari, tutti immortali secolari in grado di guarire da qualsiasi ferita. Proprio quando scoprono che un altro immortale si è "risvegliato", si rendono conto che qualcuno è alla ricerca del loro segreto e devono lottare per la libertà, sfuggendo da chi è intenzionato ad utilizzare il loro "dono" per motivi economici.

## Trama
Andy, Booker, Joe e Nicky sono guerrieri secolari immortali che usano il loro dono per aiutare le persone. L'ex agente della CIA Copley li assume per salvare un gruppo di bambini rapiti nel Sudan del Sud ma, durante la missione, vengono massacrati da un gruppo di soldati in tenuta tattica armati e attrezzati in maniera professionale. Essendo immortali, mentre i soldati ricaricano le armi, i quattro si risvegliano, e, guarendo dalle ferite, uccidono i soldati. È a quel punto che si rendono conto che è stato Copley a tradirli: infatti scoprono delle telecamere che hanno registrato lo scontro e che le bambine che erano venuti a salvare, in realtà, non sono mai esistite 
Nel frattempo, in Afghanistan, la Marine Nile Freeman è sul punto di morire quando torna in vita senza mostrare alcuna ferita; poco dopo condivide un sogno inquietante con gli altri immortali, che vengono così avvisati della sua esistenza. Nonostante la stanchezza della squadra, Andy rintraccia e salva Nile prima che il personale militare possa rapirla e sottoporla a esperimenti.
Copley mostra il video dell'imboscata al dirigente farmaceutico Steven Merrick, che invia agenti a catturare la squadra per poi apprendere i segreti delle loro abilità. Andy porta Nile in Francia, dove conosce il resto del gruppo. Le viene raccontato di Quynh, la prima dei compagni di Andy, che secoli prima era stata catturata da sacerdoti e gettata in mare in una bara di ferro: la donna affoga continuamente da oltre cinquecento anni. Il gruppo rivela anche che non sono davvero immortali in quanto la loro capacità di guarire può fermarsi senza preavviso, come già successo a un loro compagno.
Il gruppo viene attaccato dagli agenti di Merrick; Joe e Nicky vengono catturati mentre Booker, gravemente ferito, viene lasciato come esca per Andy. Quest'ultima uccide gli assalitori, ma subito dopo scopre di aver perso la sua immortalità in quanto le ferite della lotta non sono guarite. Booker individua Copley, ma Nile rifiuta di unirsi a loro per seguirlo, incapace di accettare il suo destino senza famiglia e amici.
Andy e Booker affrontano Copley ma il secondo consegna la donna agli agenti sostenendo che Merrick potrebbe trovare un modo per porre fine alla mortalità del genere umano. Tuttavia, si rende conto con orrore che Andy ha perso i suoi poteri rigenerativi. Nile, avendo capito che Booker ha tradito il gruppo, convince Copley a partire per una missione di salvataggio: l'uomo infatti cambia posizione quando viene a conoscenza delle intenzioni sadiche di Merrick. I due quindi assaltano la sede londinese della casa farmaceutica di quest’ultimo; Nile libera i suoi compagni e insieme combattono contro gli agenti di Merrick, riuscendo infine a uccidere lo scienziato stesso.
Come punizione per il suo tradimento, Andy proibisce a Booker di contattare il gruppo per cento anni. Copley spiega ai restanti gli effetti positivi delle loro azioni nel corso del tempo, e i guerrieri gli affidano il compito di mantenere segreta la loro esistenza, cancellando dunque tutte le loro tracce, ma permettendogli comunque di contattarli, in caso ci fosse bisogno di loro in futuro. Sei mesi dopo, a Parigi, un ubriaco Booker incontra Quynh nel suo appartamento.

## Personaggi
- Gli Immortali: un gruppo di mercenari apparentemente immortali. Sono dotati di un fattore di guarigione che permette loro di guarire da qualsiasi ferita, sono connessi a livello mentale (si sognano a vicenda) e possono vivere anche migliaia di anni senza mai invecchiare, dimostrando così di possedere l'eterna giovinezza. I loro poteri, però, a un certo punto della loro vita smetteranno di manifestarsi, le ferite non si rimargineranno più e potranno morire.
  - Andy / Andromaca di Scizia: interpretata da Charlize Theron, è il capo e la più antica degli Immortali. Ha passato i millenni a combattere innumerevoli guerre e, quando le è stato possibile, a raggruppare gli altri immortali, ma sta perdendo i suoi poteri. Non crede in nessun dio, dicendo anzi di essere stata ella stessa, in un tempo lontano, venerata come una dea, e si chiede il perché del suo dono. Alla fine del film si scopre che, grazie alle sue azioni, ha indirettamente aiutato l'umanità a progredire e, forse, persino a sopravvivere.
  - Nile Freeman: interpretata da KiKi Layne, è l'ultima aggiuntasi al gruppo degli Immortali. Caporale dei Marines di stanza in Afghanistan, figlia di militari, scopre la propria immortalità sopravvivendo a una coltellata che le recide la giugulare. Crede fermamente in Dio.
  - Booker / Sebastien le Livre: interpretato da Matthias Schoenaerts, era l'ultimo arrivato nel gruppo di Immortali prima del reclutamento di Nile. Ex soldato dell'esercito napoleonico, vive nel ricordo della sua famiglia e soprattutto del suo figlio più giovane, con cui ruppe i rapporti poco prima che questi morisse di cancro. Vende il gruppo a Steven Merrick, che gli promette di poter sfruttare il loro DNA per trovare una cura a tutti i mali. Pur redentosi, viene punito con l'esilio dalla squadra per cento anni.
  - Nicky / Niccolò di Genova: interpretato da Luca Marinelli, è entrato nel gruppo con Joe. Ex Crociato, omosessuale, combatteva a Gerusalemme quando conobbe Joe e se ne innamorò. In seguito Andy lo reclutò nel gruppo insieme a Joe.
  - Joe / Yusuf Al-Kaysani: interpretato da Marwan Kenzari, è entrato nel gruppo con Nicky. Ex soldato dell'esercito islamico durante le Crociate, omosessuale, combatteva a Gerusalemme quando conobbe Nicky e se ne innamorò. In seguito Andy lo reclutò nel gruppo insieme a Nicky.
  - Quynh: interpretata da Van Veronica Ngo, è stata la seconda degli Immortali dopo Andromaca. Assieme, le due parteciparono a innumerevoli battaglie, fino a che non furono catturate in Inghilterra durante la caccia alle streghe. Considerate streghe anch'esse, furono condannate prima all'impiccagione e poi al rogo, ma dal momento che il giudice era convinto che il loro potere fosse dato dalla reciproca vicinanza, la pena di Quynh fu commutata nella reclusione in una Vergine di Ferro che poi fu gettata in alto mare. Da allora, Quynh annega all'infinito, senza poter morire, sul fondo dell'oceano, poiché gli immortali non sono mai stati in grado di ritrovarla. Alla fine del film si scopre che è riuscita a scappare e ha rintracciato Booker a Parigi.
  - Lykon: un immortale che appare solo nei flashback, citato dai cinque membri del gruppo come un loro antico compagno. Fu il primo Immortale i cui poteri smisero di manifestarsi, e dunque fu il primo a morire.
- Copley: interpretato da Chiwetel Ejiofor, è un ex agente della CIA. Dopo la morte della moglie, ha passato la vita a ricostruire gli spostamenti di Andy e degli Immortali negli ultimi 150 anni, costruendo una mappa delle loro azioni e che dimostra come queste abbiano avuto un'importanza cruciale nello sviluppo della storia umana. Collabora con Steven Merrick per catturare gli Immortali in modo da usare il loro potere per guarire tutte le malattie del mondo, ma decide di ribellarsi quando scopre che il magnate ha intenzione di spingersi oltre i limiti concordati.
- Steven Merrick: interpretato da Harry Melling, è un magnate dell'industria farmaceutica e si definisce il più giovane CEO al mondo del settore. Arricchitosi grazie ai suoi farmaci (tra cui un rivoluzionario farmaco per il cancro), è avido, spietato e pronto a tutto, persino a causare la morte di chi si sottopone alle sperimentazioni dei suoi farmaci per raggiungere i suoi scopi. Dispone di un esercito privato e fa catturare gli Immortali per sottoporli a test con lo scopo di carpire il segreto delle loro guarigioni miracolose.
- Dottoressa Meta Kozak: interpretata da Anamaria Marinca, è una scienziata al soldo di Merrick, pronta come lui a compiere le peggiori atrocità per ottenere il successo e il prestigio.
- Keane: interpretato da Joey Ansah, è il brutale capo dell'esercito personale di Merrick ed ex appartenente alle squadre d’assalto.

## Produzione

### Sviluppo
Nel marzo 2017 Skydance Media acquistò i diritti cinematografici del fumetto di Greg Rucka The Old Guard. Nel luglio 2018 Gina Prince-Bythewood venne assunta per dirigere il film, che sarebbe stato scritto dallo stesso Rucka. Nel marzo 2019 Netflix acquistò i diritti di distribuzione per il film e entrò come co-finanziatore con Skydance. David Ellison, Dana Goldberg, Don Granger, Charlize Theron, Beth Kono, AJ Dix e Marc Evans sono i produttori del film.

### Casting
Theron entrò nel cast nel febbraio 2019. KiKi Layne è stata confermata protagonista del film subito dopo che Netflix ha acquisito i diritti. Nel maggio 2019, Marwan Kenzari, Matthias Schoenaerts e Luca Marinelli si sono uniti al cast del film.
Nel giugno 2019, Chiwetel Ejiofor, Harry Melling e Veronica Ngo si sono uniti al cast del film.

### Riprese
Le riprese principali del film sono iniziate in Europa a metà maggio 2019.

## Distribuzione
Il film è stato distribuito il 10 luglio 2020 su Netflix.

## Sequel
Nel 2025 è uscito su netflix il secondo film.

## Riconoscimenti
- Black Reel Awards
  - 2021 - Candidatura alla migliore attrice in un film a KiKi Layne[12]
- Critics' Choice Super Awards
  - 2021 - Miglior film sui supereroi[13]
  - 2021 - Candidatura al miglior attore in un film sui supereroi a Chiwetel Ejiofor[13]
  - 2021 - Candidatura alla migliore attrice in un film sui supereroi a Charlize Theron[13]
  - 2021 - Candidatura alla migliore attrice in un film sui supereroi a KiKi Layne[13]
- NAACP Image Award
  - 2021 - Migliore regia a Gina Prince-Bythewood[14]
- Saturn Award
  - 2021 - Candidatura per la miglior trasposizione da fumetto a film[15]
  - 2021 - Candidatura alla migliore attrice a Charlize Theron[15]
  - 2021 - Candidatura alla migliore regia a Gina Prince-Bythewood[15]